# 维亚切斯拉夫·杜德卡
维亚切斯拉夫·德米特里耶维奇·杜德卡（俄语：Вячеслав Дмитриевич Дудка，罗马化：Vyacheslav Dmitriyevich Dudka，1960年4月23日—）是一位俄罗斯政治家，曾于2005年至2011年担任图拉州州长。
维亚切斯拉夫·杜德卡于1960年出生于俄罗斯图拉。1982年，他毕业于图拉炮兵工程师高中。 1986年至1998年，杜德卡在苏联和俄罗斯军队的导弹和炮兵总指挥部服役。
自2000年起，他担任俄罗斯国防工业顶尖企业之一KBP仪器设计局副局长。 2003年，杜德卡成为“总统储备人员”的一部分，并于2005年4月取代共产党州长瓦西里·斯塔罗杜布采夫。2010年，杜德卡被总统德米特里·梅德韦杰夫重新提名连任。
2011年7月29日，杜德卡辞去州长职务。一些消息来源将杜德卡的辞职与他可能涉及的腐败丑闻联系起来。最终在2013年，杜德卡因受贿被判处9.5年流放。他于2018年6月获得假释。